# Patricia Quinn (actrice américaine)
Pour les articles homonymes, voir Patricia Quinn.
Patricia Quinn (Pat Quinn, née le 20 juin 1937 à Langhorne, Pennsylvanie, États-Unis) est une actrice américaine. Elle participe beaucoup à des séries TV, commençant sa carrière avec un rôle dans un épisode de Gunsmoke en 1966. Elle est principalement connue par son rôle d'Alice dans le film Alice's Restaurant de 1969.

## Filmographie

### Cinéma
- 1966 : Made in Paris de Boris Sagal : Un mannequin (non créditée)
- 1966 : La Poursuite impitoyable (The Chase) de Arthur Penn : Une fille à la soirée (non créditée)
- 1969 : Alice's Restaurant de Arthur Penn : Alice Brock
- 1971 : Zachariah de George Englund : Belle Starr
- 1971 : Quand siffle la dernière balle (Shoot Out) de Henry Hathaway : Juliana Farrell
- 1978 : Une femme libre (An Unmarried Woman) de Paul Mazursky : Sue
- 1984 : Escape from El Diablo de Gordon Hessler : Rosa
- 1988 : Retour à la vie (Clean and Sober) de Glenn Gordon Caron : June
- 1994 : Confessions of a Hitman de Larry Leahy : Jenny

### Télévision

#### Téléfilms
- 1972 : Invitation to a March de Marvin J. Chomsky :
- 1973 : Isn't It Shocking? (en) de John Badham : Ma Tate

#### Séries télévisées
- 1965 : Le Jeune Docteur Kildare (Dr. Kildare) : Inez (4 épisodes)
- 1965 : L'Homme à la Rolls (Burke's Law) : Jasmine Delleef (saison 3, épisode 14)
- 1966 : Gunsmoke : Amy Boyle / Cora Ellis (2 épisodes)
- 1968 : Judd, for the Defense (en) : Suzanne Groot (saison 2, épisode 9)
- 1969 : Then Came Bronson (en) : Pat MacLeod (saison 1, épisode 10)
- 1969 : Médecins d'aujourd'hui (Medical Center) : Dr Katherine Kenter (saison 1, épisode 13)
- 1970 : Mannix : Dana Simmons (saison 4, épisode 9)
- 1974 : Banacek : Charlotte Malloy (saison 2, épisode 7)
- 1974 : L'aventure est au bout de la route (Movin' On) : Sally Danielson (saison 1, épisode 8)
- 1974 et 1976 : La Famille des collines (The Waltons) : Wilma Turner (2 épisodes)
- 1977 : Un shérif à New York (McCloud) : Eileen Mitchell (saison 7, épisode 3)